# إفريقيا الفرنسية

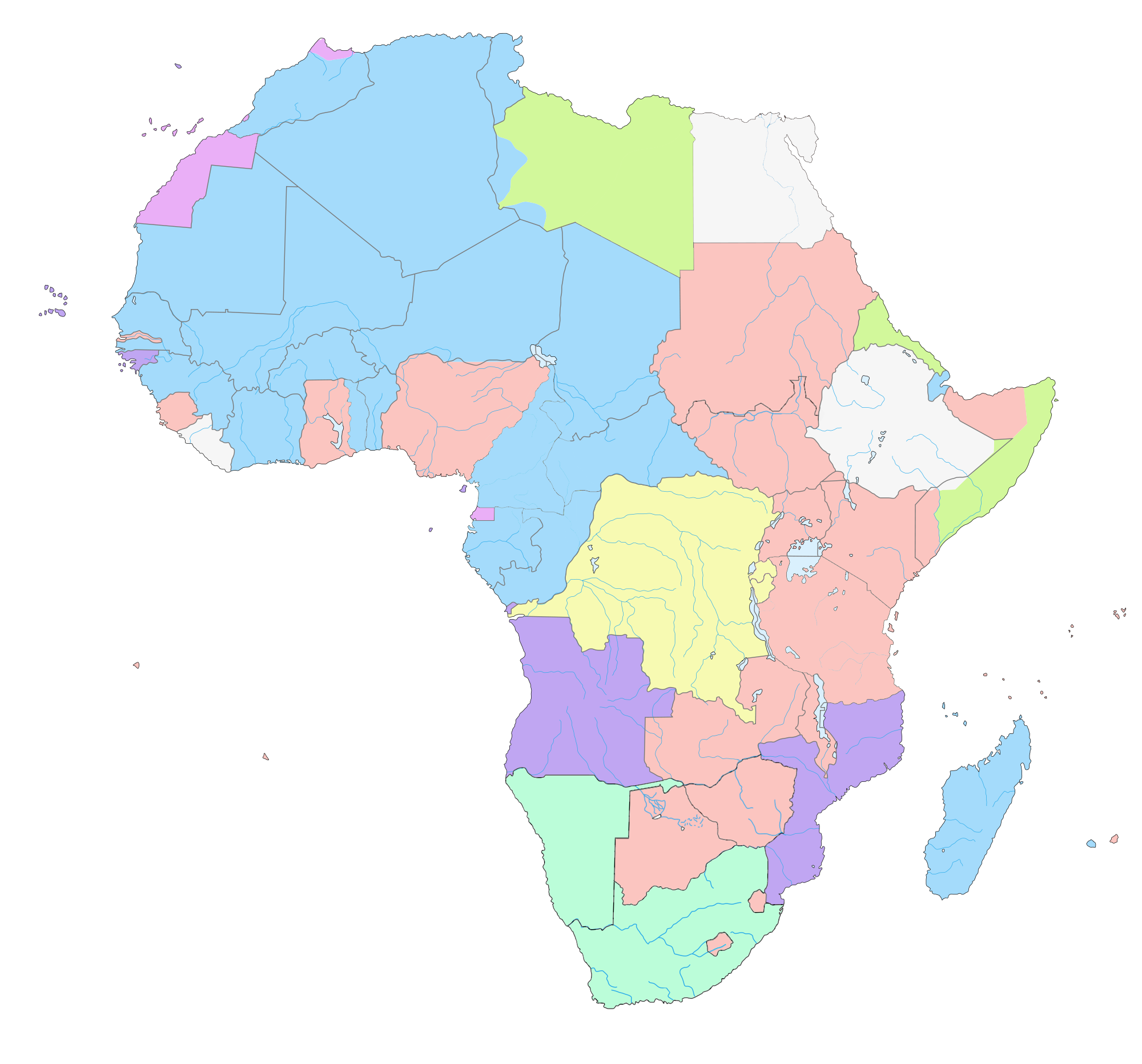
خريطة تظهر المستعمرات الفرنسية (باللون الأزرق) في أفريقيا في عام 1930، وهي كما يلي:أفريقيا الاستوائية الفرنسية، شمال أفريقيا الفرنسية، أرض الصومال الفرنسية وغرب أفريقيا الفرنسي. ومع إضافة المستعمرات البلجيكية السابقة (باللون الأصفر)، هي المناطق التي تشكل الجزء الأكبر من إفريقيا الناطقة باللغة الفرنسية.

إفريقيا الفرنسية أو أفريقيا الفرنسية (بالفرنسية: Françafrique) عبارة عن علاقة فرنسا بمستعمراتها السابقة في أفريقيا. كان أول من استخدم هذا اللفظ رئيس ساحل العاج فيليكس هوفويت-بواني، إشارة إلى تطور بلاده اقتصاديا واستقرارها السياسي خلال تحالفها مع فرنسا. رغم ذلك، المصطلح يستعمل كثيرا الآن نقدا في العلاقة الاستعمارية الحديثة بين فرنسا ومستعمراتها السابقة في إفريقيا. منذ استقلال الدول الإفريقية في 1960، تدخلت فرنسا في القارة عسكريا أكثر من ثلاثين مرة. وكذلك، فرنسا لها قواعد عسكرية في الغابون والسنغال وجيبوتي بالإضافة إلى أراضيها في مايوت ولا ريونيون في المحيط الهندي. الجيش الفرنسي موجود كذلك في مالي وتشاد وجمهورية أفريقيا الوسطى والصومال وساحل العاج. بلغت فغونسافخيك أوجها من 1960 إلى 1989، والنزاع جاري بشأن ما إذا مازالت قائمة أم لا. منذ 2012، يذهب البعض إلى قول إن «فغونسافخيك رجعت.» يوم 14 يوليو 2013، مشي جنود من 13 دولة إفريقية مع العسكرية الفرنسية في مسيرة يوم الباستيل في باريس لأول مرة منذ حلّ الجيش الفرنسي الاستعماري.

## تعريف المفهوم

### أصل المصطلح
يبدو أن المصطلح فغونسافخيك استعمله للمرة الأولى رئيس ساحل العاج فيليكس هوفويت-بواني بمعنى إيجابي، وهو يؤيد إدامة علاقة وثيقة مع فرنسا والدولة تتحرك نحو الاستقلال. يعتقد أن التعاون الوثيق بين هوفويت-بواني وجاك فوكاغ، كبير مستشارين فيما يتعلق بالسياسة الإفريقية في إدارتي شارل ديغول وجورج بومبيدو (1958-1974)، ساهم في ما يسمى «المعجزة الإيفوارية» من تقدم اقتصادي وصناعي.

### سياق تاريخي

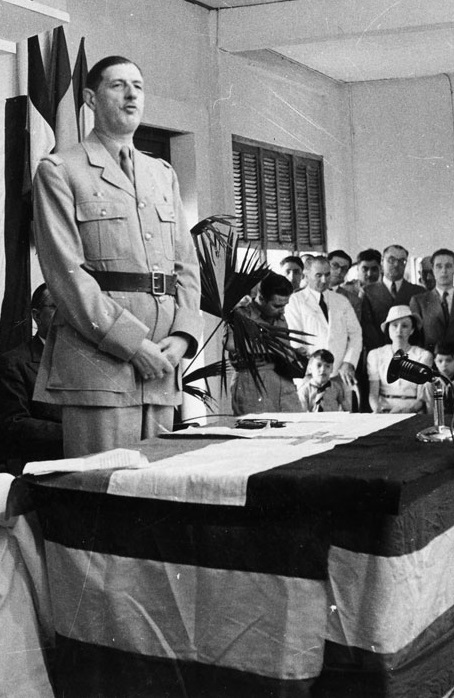
شارل ديغول في افتتاح مؤتمر برازافيل عام 1944

عندما عاد الرئيس الفرنسي شارل ديغول إلى السلطة عام 1958، وضعت حركات استقلالية وقوى دولية أخرى الضغط على فرنسا لتتخلى عن المستعمرات الفرنسية في إفريقيا وتعطيها الاستقلال (باستثناء الجزائر فحالها كان يعتبر منفصلا). في غضون ذلك، كلف شارل ديغول صديقه جاك فوكاغ بإدامة تبعية واقعية وإذا لم يعد رسميا وقانونيا. لذلك، من 1960 إلى 1974، تولى جاك فوكاغ وظيفة كبير مستشاري الحكومة الفرنسية فيما يخص السياسة الإفريقية. أعيد اختياره عام 1986 في حكومة رئيس الوزراء الجديد جاك شيراك، لمدة سنتين. عندما تولى جاك شيراك الرئاسة عام 1995، أعاد فوكاغ إلى قصر الإليزيه مستشارًا. حتى وفاته، لم يتوقف فوكاغ عن التأثير في العلاقات الديبلوماسية بين فرنسا وإفريقيا، وعامة يعتبر أن جاك فوكاغ وشارل ديغول هما الأبوان المؤسسان للعلاقة الاستعمارية الحديثة بين فرنسا وإفريقيا. خلال حكومات فرنسية متتالية وصولا إلى حكومة نيكولا ساركوزي، الدفاع عن «الفناء الخلفي» الإفريقي دام أولوية تخطيطية أساسية. 
في البداية، سياسة فغونسافخيك دفعها ثلاثة أغراض تخطيطية وهي:
- الغرض الاقتصادي: توفير وتعزيز الولوج إلى مواد خامة ذات أهمية تخطيطية (نفط ويورانيوم وما إلى ذلك) وتوفير فرص استثمار محتملة لشركات فرنسية كبرى
- الغرض ديبلوماسي: إدامة حال فرنسا العابر كقوة عالمية بشبكة من بلدان حليفة تدعم الموقف الفرنسي في المنظمات الدولية
- الغرض السياسي: عرقل توسع الشيوعية في إفريقيا بدعم تنظيمات معاداة للشيوعية بالإضافة إلى زيادة وجود القواعد العسكرية الفرنسية في القارة

### بلدان معنية
فغونسافخيك تضم كل إفريقيا الناطقة باللغة الفرنسية، أي مستعمرات فرنسية وبيلجيكية سابقة في إفريقيا: توغو وجمهورية الكونغو وجمهورية الكونغو الديمقراطية ورواندا والسنغال وساحل العاج والكاميرون وبوروندي وتشاد وجزر القمر والغابون وبوركينا فاسو ومدغشقر وبنين وتونس والمغرب وغينيا والنيجر وجيبوتي ومالي وجمهورية أفريقيا الوسطى وموريتانيا والجزائر ووكذلك بلدان أخرى مثل غينيا الاستوائية وحيث اكتسبت فرنسا النفوذ بعد استقلالها عن إسبانيا.
ليست كل البلدان تتأثر بفغونسافخيك بنفس الدرجة. ديكتاتوريات النفط مثل الغابون وجمهورية الكونغو الديمقراطية هي من الطراز البدئي لفغونسافخيك. في مثل هذه البلدان، العلاقات بين القادة والسلطات الفرنسية وثيقة جدا، كما يثبت وجود مجومعة توتال في البلاد. والحال شبيه في دول متسبدة أخرى مثل توغو وبوركينا فاسو والكاميرون وتشاد وجمهورية أفريقيا الوسطى.
على صعيد آخر، في مستعمرات أخرى مثل بلدان المغرب الكبير أو ساحل العاج، التي كانت لها علاقات خلافية مع فرنسا في الماضي، فالتأثير الفرنسي والشبكات هي أقل وضوحا مما في البلدان المذكورة سابقا، حتى لو شاركت في نواح اقتصادية شبيهة بفغونسافخيك. وأخيرا، الدول الديموقراطية مثل مالي والسنغال أقل عناية بهذه الظاهرة، لأسباب اقتصادية وتاريخية.

## فغونسافخيك اليوم

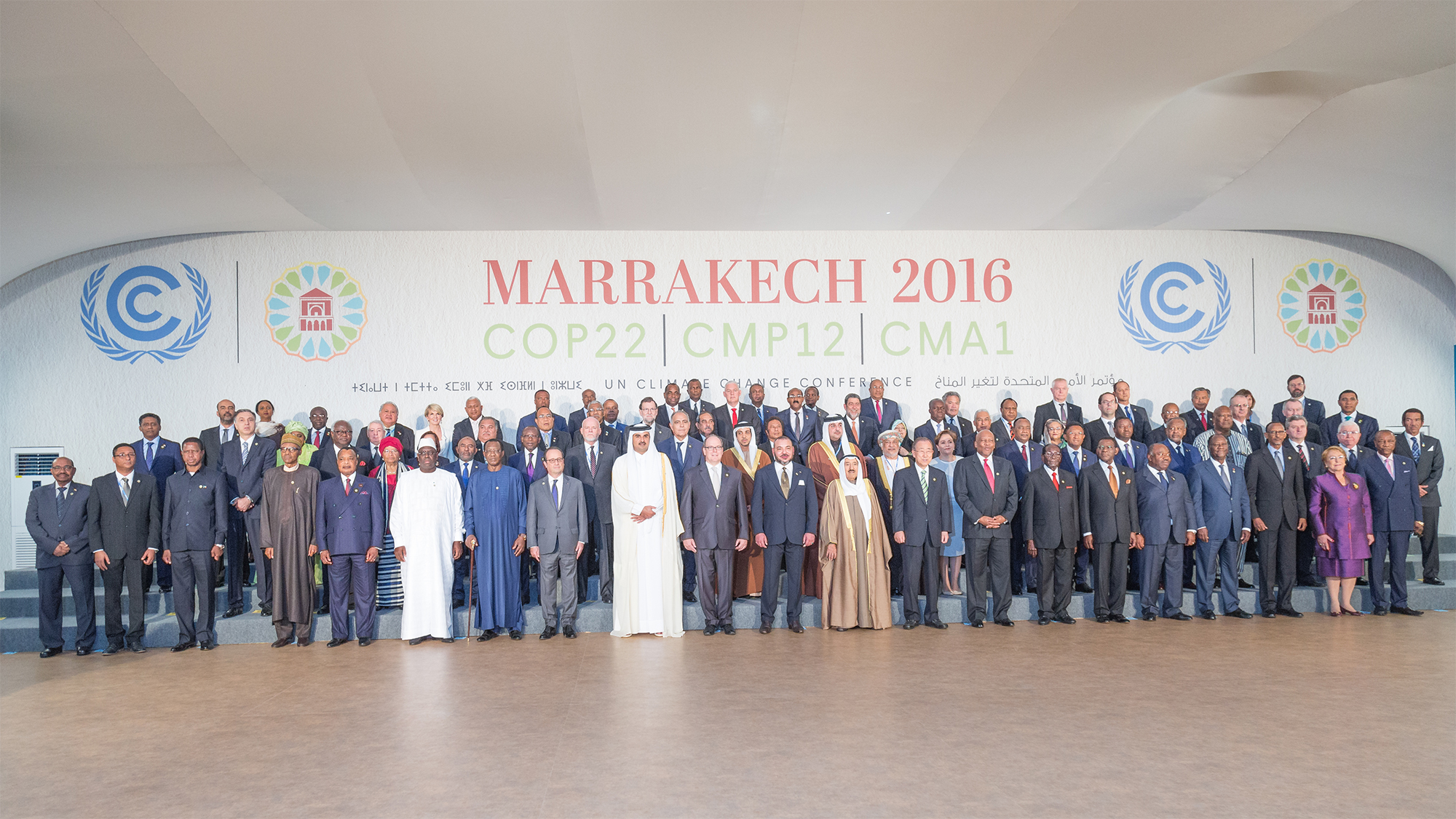
رئيس فرنسا السابق فرانسوا أولاند
مع الملك المغربي محمد السادس وقادة العالم آخرون في مراكش

- الصلة الفرنسية الإفريقية (2013), وثائقية في ثلاثة أجزاء من الجزيرة الوثائقية

## روابط خارجية
- The French African Connection (2013), 3-part documentary series by Al Jazeera
- François-Xavier Verschave about what Françafrique means.(English)
- 50 years later Françafrique is alive and well Christophe Boisbouvier, Radio France Internationale (English)
- Africa: 50 years of independence Radio France Internationale (English)
- French foreign policy in Africa: between pré carré and multilateralism by Sylvain Touati (English)